# امرأة من طين (رواية)
امرأة من طين (بالإنجليزية: Mudwoman)‏ هي رواية للكاتبة الأمريكية جويس كارول أوتس، نشرت عام 2012، عن دار نشر إيكو بريس.

## القصة
هي رواية رعب سيكولوجية تدور حول تجربة رئيسة جامعة هي إم آر نويكيرش يطاردها ماضيها السري، كطفلة لرجل فقير متعصب دينياً ومختل حاول إغراقها في الشاطئ الموحل على ضفة النهر. 
تقول أوتس أن الرواية بدأت كرؤيا، وأنها رأت امرأة جالسة إلى طاولة كبيرة وقد وضعت مساحيق تجميل ثقيلة جفت مثل الوحل وصارت بلون أغمق من لون بشرتها. وكتبت أوتيس الرواية كإلهام من تلك الرؤيا.